# 春日竜功隠
春日竜 功隠（かすがりゅう よしやす、1947年2月25日 - ）は、春日野部屋に所属した元大相撲力士。本名は中村 謙吾。東京都江東区生まれだが、出身地は栃木県那須郡黒羽町としていた。184cm、120kg。最高位は西十両6枚目。得意技は押し。

## 経歴
子供の頃は野球が好きだったが、中学3年になる頃には体重が95kgに達していたので相撲大会の団体戦に駆り出されることになり、その体格と素質を見出して家を訪ねて来た春日野部屋の世話人から勧誘された。両親と相談したが、父は熱狂的な栃錦の贔屓だったこともあり、即座に承諾して入門が決まった。1962年1月場所に「中乃村」の四股名で初土俵。幕下での長い下積みを経て1970年3月場所に十両昇進。その場所は9勝6敗と勝ち越したが、翌5場所から2場所連続で負け越して幕下へ陥落。1973年7月場所限りで廃業。

## 主な成績
- 通算成績：268勝240敗7休 勝率.528
- 十両成績：26勝34敗 勝率.433
- 現役在位：70場所
- 十両在位：4場所

### 場所別成績
| | 一月場所 初場所（東京） | 三月場所 春場所（大阪） | 五月場所 夏場所（東京） | 七月場所 名古屋場所（愛知） | 九月場所 秋場所（東京） | 十一月場所 九州場所（福岡） |
| --- | ----------------------- | ----------------------- | ----------------------- | --------------------------- | ----------------------- | --------------------------- |
| 1962年 （昭和37年） | （前相撲）              | 東序ノ口17枚目 2–5      | 東序ノ口10枚目 4–3      | 東序二段71枚目 2–5          | 東序二段88枚目 4–3      | 東序二段49枚目 5–2          |
| 1963年 （昭和38年） | 東序二段4枚目 4–3       | 西三段目70枚目 3–4      | 東三段目92枚目 3–4      | 西序二段11枚目 5–2          | 西三段目66枚目 5–2      | 西三段目31枚目 5–2          |
| 1964年 （昭和39年） | 西三段目6枚目 5–2       | 西幕下75枚目 3–4        | 東幕下86枚目 3–4        | 西幕下93枚目 5–2            | 西幕下69枚目 4–3        | 東幕下65枚目 5–2            |
| 1965年 （昭和40年） | 東幕下46枚目 5–2        | 東幕下31枚目 3–4        | 西幕下37枚目 5–2        | 東幕下26枚目 2–5            | 西幕下42枚目 3–4        | 東幕下48枚目 3–4            |
| 1966年 （昭和41年） | 東幕下52枚目 4–3        | 西幕下48枚目 3–4        | 西幕下53枚目 4–3        | 西幕下47枚目 3–4            | 東幕下53枚目 4–3        | 東幕下42枚目 2–5            |
| 1967年 （昭和42年） | 西幕下58枚目 5–2        | 西幕下37枚目 3–4        | 東幕下50枚目 5–2        | 東幕下29枚目 2–5            | 東幕下45枚目 5–2        | 西幕下28枚目 4–3            |
| 1968年 （昭和43年） | 西幕下23枚目 3–4        | 東幕下30枚目 3–4        | 東幕下34枚目 3–4        | 東幕下40枚目 5–2            | 東幕下28枚目 4–3        | 東幕下23枚目 4–3            |
| 1969年 （昭和44年） | 西幕下18枚目 5–2        | 東幕下10枚目 6–1        | 西幕下筆頭 3–4          | 西幕下3枚目 4–3             | 東幕下筆頭 3–4          | 西幕下3枚目 3–4             |
| 1970年 （昭和45年） | 東幕下6枚目 6–1         | 西十両12枚目 9–6        | 西十両6枚目 6–9         | 西十両11枚目 5–10           | 西幕下2枚目 2–5         | 西幕下9枚目 6–1             |
| 1971年 （昭和46年） | 東幕下2枚目 3–4         | 東幕下5枚目 6–1         | 西十両13枚目 6–9        | 東幕下3枚目 3–4             | 西幕下7枚目 2–5         | 西幕下17枚目 4–3            |
| 1972年 （昭和47年） | 西幕下13枚目 6–1        | 東幕下4枚目 1–6         | 西幕下23枚目 5–2        | 東幕下11枚目 3–4            | 西幕下17枚目 3–4        | 東幕下23枚目 5–2            |
| 1973年 （昭和48年） | 西幕下12枚目 2–5        | 西幕下28枚目 4–3        | 東幕下22枚目 3–4        | 東幕下29枚目 引退 0–3–7     | x                       | x                           |
| 各欄の数字は、「勝ち-負け-休場」を示す。 優勝 引退 休場 十両 幕下 三賞：敢=敢闘賞、殊=殊勲賞、技=技能賞 その他：★=金星 番付階級：幕内 - 十両 - 幕下 - 三段目 - 序二段 - 序ノ口 幕内序列：横綱 - 大関 - 関脇 - 小結 - 前頭（「#数字」は各位内の序列） |                         |                         |                         |                             |                         |                             |

## 改名歴
- 中乃村（なかのむら）1962年1月場所 - 1965年1月場所
- 春日冨士（かすがふじ）1965年3月場所 - 1966年9月場所
- 春日竜 功隠（かすがりゅう よしやす）1966年11月場所 - 1972年7月場所
- 大江戸（おおえど）1972年9月場所 - 1973年7月場所